# Pčelinjak
 Ovo je glavno značenje pojma Pčelinjak. Za istoimenu biljnu vrstu pogledajte Medenika.
Pčelinjak je mjesto na kojem su smještene košnice s pčelama. Pčelinjak može biti seleći ili stacionirani. Također pčelinjak može biti konvencionalni pčelinjak i ekološki pčelinjak.

## Smještaj pčelinjaka
- Nije dozvoljeno postaviti pčelinjak u blizini autoceste, željezničke pruge ili aerodroma.
- Pčelinjak do 10 pčelinjih zajednica kojem je izletna strana okrenuta prema tuđem zemljištu ili javnom putu mora biti udaljen od međe tuđeg zemljišta odnosno ruba puta najmanje 10 metara.
- Kod pčelinjaka koji ima 11 – 20 pčelinjih zajednica ova udaljenost treba biti najmanje 20 metara.
- Ako u pčelinjaku ima više od 20 pčelinjih zajednica udaljenost od izletne strane do ruba javnog puta mora biti najmanje 50 metara a do međe tuđeg zemljišta najmanje 20 metara.
- Ako su udaljenosti od izletne strane do međe tuđeg zemljišta ili ruba javnog puta zbog opravdanih razloga manje, pčelinjak mora biti odijeljen zaštitnom ogradom (zid, puna ograda, gusta živica) višom od 2 metra. Ova ograda mora biti s obje strane pčelinjaka 2 metra duža od dužine izletne strane pčelinjaka i postavljena najviše 10 metara od izletne strane.
- Nije dozvoljeno pčelinjak smještati u blizini šećerana, tvornica za preradu voća, vinarija, staja i gnojnica.

Proizvodni pogoni koji se bave preradom voća, grožđa i drugih sličnih proizvoda, kad su u stanju štetnom za zdravlje pčela (vrenje i slično) moraju upotrebljenu onečišćenu ambalažu držati u zatvorenim prostorijama ili je na drugi način učiniti nedostupnim pčelama.

## Stacionarni pčelinjak
Stacionirani pčelinjak, ovisno o broju košnica, treba biti udaljen od naseljenih mjesta, autocesta, vinarija, šećerana i sl. što je definirano pravilnikom o držanju pčela. Pčele traže hranu 2 – 3 km od pčelinjaka, naravno u raznim pravcima, a kada je u blizini nestane onda odlaze i mnogo dalje. Najnovija istraživanja potvrdila su da su  se pčele sposobne vratiti i s udaljenosti od 15 km natrag u košnicu.